# Brugg (distrikt)
Brugg är ett distrikt i kantonen Aargau, Schweiz. Floden Aare rinner genom Brugg, och området täcks av delar av Jurabergen. Staden Brugg är huvudort i distriktet.

## Kommuner
Brugg är indelat i 20 kommuner:
- Auenstein
- Birr
- Birrhard
- Brugg
- Bözberg
- Habsburg
- Hausen
- Lupfig
- Mandach
- Mülligen
- Mönthal
- Remigen
- Riniken
- Rüfenach
- Schinznach
- Thalheim
- Veltheim
- Villigen
- Villnachern
- Windisch

### Förändringar
- 1 januari 2006 uppgick kommunen Stilli i Villigen.
- 1 januari 2010 uppgick kommunen Umiken i Brugg.
- 1 januari 2013 bildades kommunen Bözberg genom sammanslagning av kommunerna Gallenkirch, Linn, Oberbözberg och Unterbözberg.
- 1 januari 2014 bildades kommunen Schinznach genom sammanslagning av kommunerna Oberflachs och Schinznach-Dorf.
- 1 januari 2018 uppgick kommunen Scherz i Lupfig.
- 1 januari 2020 uppgick kommunen Schinznach-Bad i Brugg.
- 1 januari 2022 uppgick kommunerna Bözen, Effingen och Elfingen i den nya kommunen Böztal tillsammans med Hornussen i distriktet Laufenburg. De tre förstnämnda kommunerna överfördes därmed från distriktet Brugg till Laufenburg.